# تشارلز أنكوما
تشارلز أنكوما (بالإنجليزية: Charles Ankomah)‏ هو لاعب كرة قدم غاني في مركز الوسط، ولد في 10 أبريل 1996 في أكرا في غانا. لعب مع ليرس.

## وصلات خارجية
- تشارلز أنكوما على موقع قاعدة بيانات كرة القدم.إي يو (الإنجليزية)
- تشارلز أنكوما على موقع Soccerway.com (الإنجليزية)